# Slotervaart

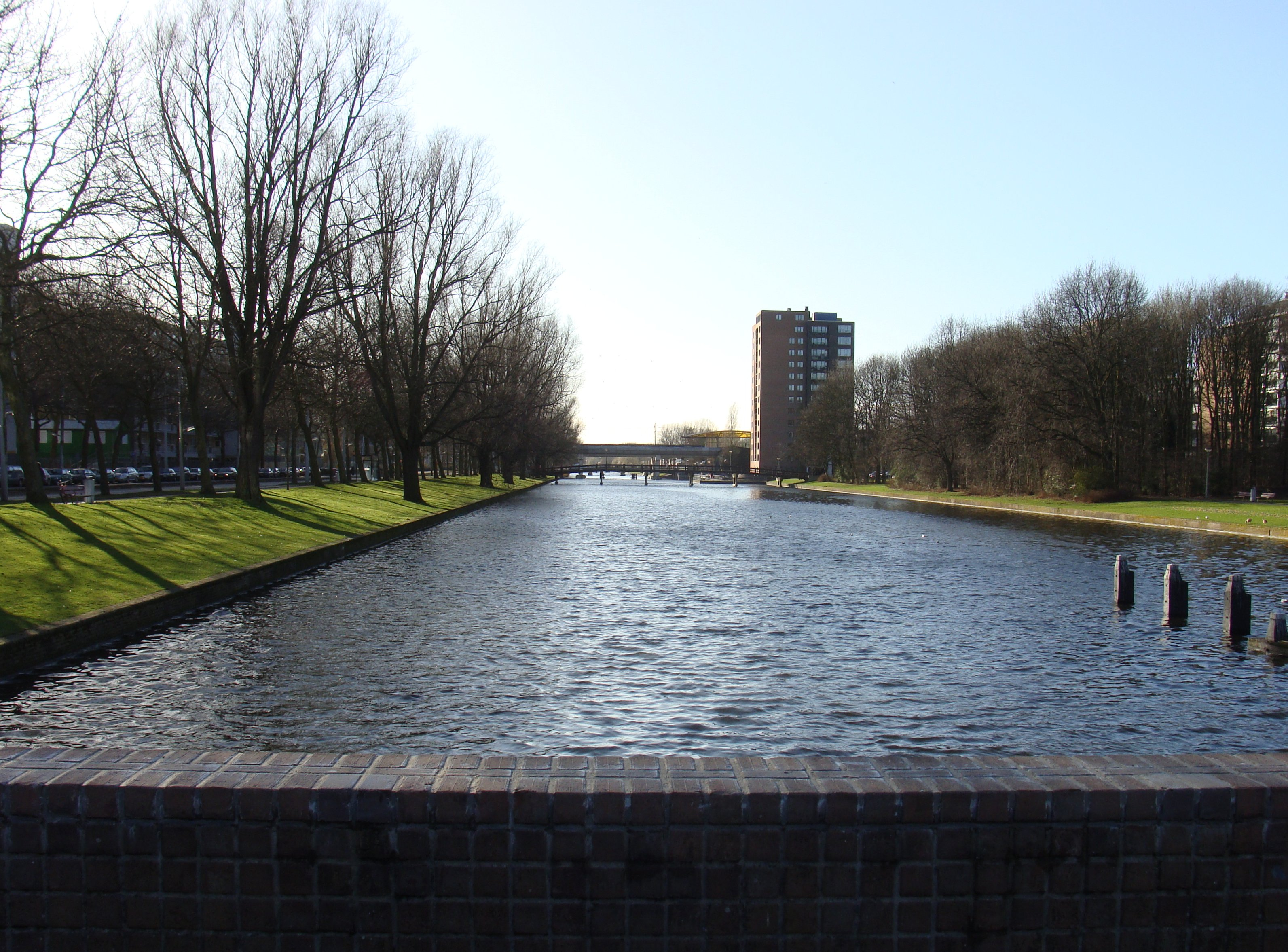
Slotervaart, Blickrichtung Westen

Slotervaart, genannt nach dem gleichnamigen Kanal, ist ein Stadtteil im Stadtbezirk Amsterdam Nieuw-West in der Gemeinde Amsterdam, Provinz Nordholland. 2024 hatte Sloterwaart 19.065 Einwohner auf einer Grundfläche von 2,86 km².

## Geschichte
Der Kanal Slotervaart war eine Verbindung zwischen dem früheren Dorf Sloten und der damaligen Ortschaft Overtoom. Slotervaart hatte bis in die 1950er Jahre eine wichtige Funktion als Transportweg. Auf dem Kanal wurde täglich frisches Gemüse zu den Märkten an der Prinsengracht und später der Marnixstraat geliefert.
1935 wurde der „Allgemeine Erweiterungsplan“ (Algemeen Uitbreidingsplan, AUP) aufgestellt. Dieser Plan enthielt Beschreibungen, wie die neuen Stadtteile in der Zukunft aussehen sollten. Durch den Zweiten Weltkrieg traten Verzögerungen bei der Stadtsausbreitung auf. 1955 wurden in dem nun bestehenden Stadtteil Slotervaart die ersten Wohnhäuser realisiert. Der ursprüngliche Name des Viertels war Slotervaart/Overtoomse Veld, heute nur noch Slotervaart. Der Name Overtoomse Veld wird heute nur noch als Bezeichnung für ein Nachbarschaftsviertel gebraucht. In diesem Wohnviertel liegen der Konigin Wilhelminaplein, benannt nach Königin Wilhelmina (1880–1962), und das „World Fashion Centre“.
Zu Slotervaart gehören die Wohnviertel:
- Nieuw Sloten. Der Name entstammt von dem ehemaligen Dorf Sloten, hier befindet sich der Kasterleepark.
- Oostoever wurde in der zweiten Hälfte der 1990er Jahre gebaut.
- Sloterparkwijk. Der Park entstand zwischen 1960 und 1989. Im nordwestlichen Teil des Parkes liegt die President Allendelaan, sie stellt eine Verbindung zwischen Osdorp und dem Slotermeer dar. 1990 wurde der Park in die Viertel Geuzenveld, Slotervaart und Osdorp „aufgeteilt“.